# Dimenticare Palermo (film)
Dimenticare Palermo è un film del 1990 diretto da Francesco Rosi basato sull'omonimo romanzo di Edmonde Charles-Roux.

## Trama
Carmine Bonavia, politico newyorchese figlio di immigrati italiani, è candidato a sindaco di New York. Dato per sfavorito negli ultimi sondaggi, fa una clamorosa (e disperata) proposta, la legalizzazione della droga, sperando così di recuperare terreno su un argomento delicato, ossia i narcotraffici. Sposatosi durante la campagna elettorale, decide di passare la luna di miele con la giovane sposa Carrie a Palermo, città natìa dei genitori.
Alloggiato al lussuoso Grande Albergo delle Palme, visita i più bei monumenti della città, ma ne contempla anche il degrado. E qui la mafia, preoccupata della sua popolarità sempre più crescente a causa della sua proposta che la priverebbe del racket più lucroso, tenta in ogni modo di incastrarlo, prima facendolo adescare da una bella sconosciuta, poi coinvolgendolo nell'omicidio (inscenato ad arte) di un giovane fioraio, con cui Carmine poco tempo prima aveva avuto pubblicamente un alterco. La vicenda rischia di mandare all'aria i progetti elettorali, in quanto egli è accusato di omicidio premeditato.
Su indicazione di un anziano principe che vive segregato nel suo stesso albergo per timore di vendette della mafia, Carmine può così incontrare, in una villa fuori città, un potente boss italoamericano, che gli spiega il "danno" che egli recherebbe a Cosa nostra, e gli propone un patto: rinunciare a liberalizzare la droga, in cambio della diffusione di alcune foto che lo scagionerebbero dall'accusa di omicidio. Carmine accetta, ma una volta rientrato a New York ed essere stato prosciolto, conferma di volere perseverare col suo obiettivo; subito dopo averlo fatto pubblicamente, viene freddato da degli spari in lontananza.

## Colonna sonora
La colonna sonora di questo film è stata composta da Ennio Morricone ed è stata pubblicata in CD, tra gli altri, dall'etichetta Cecchi Gori Music. È organizzata in 14 tracce per la durata complessiva di 39:26.
| 1  | Dimenticare Palermo        | 4:24 |
| 2  | I gelsomini                | 4:11 |
| 3  | Colloquio di sguardi       | 1:45 |
| 4  | Il vecchio principe        | 2:55 |
| 5  | ...ma ricordare Palermo    | 2:53 |
| 6  | Diapositive compromettenti | 1:54 |
| 7  | Invito                     | 1:58 |
| 8  | Il ragazzo dei gelsomini   | 4:10 |
| 9  | A Palermo                  | 4:23 |
| 10 | Degrado                    | 1:59 |
| 11 | Insinuazione               | 2:17 |
| 12 | Parole e silenzi           | 1:23 |
| 13 | Ritornare a Palermo        | 4:24 |
| 14 | In breve                   | 0:50 |

## Riconoscimenti
- 1990 - Ciak d'oro
  - Candidatura a migliore fotografia a Pasqualino De Santis
  - Candidatura a migliore scenografia a Andrea Crisanti